# Agiprand
Agiprand (auch Asprand; † nach 744) war bis 742 dux des langobardischen Herzogtums Chiusi und von 742 bis 744 dux des Herzogtums Spoleto.

## Leben
Agiprand war ein Neffe des Königs Liutprand. Seine Eltern sind unbekannt.
Im Jahr 742 war Agiprand dux von Clusium, als er Papst Zacharias von Interamna (Terni), wo dieser Verhandlungen mit König Liutprand geführt hatte, nach Rom eskortierte und ihm die Städte Ameria (Amelia), Horta (Orte), Polimartium (Bomarzo) und Bieda (Blera) übergab. König Liutprand zog 742 mit einem Heer nach Spoleto, dessen rebellischen dux Transamund II. er absetzte und ins Kloster verbannte. Das Herzogtum vergab Liutprand an seinen Neffen Agiprand. Einzelheiten über Agiprands Herrschaft sind nicht überliefert. Nach Liutprands Tod im Jahr 744 wurde Agiprand von Transamund vertrieben oder getötet.